# Bulbophyllum scaphiforme
Bulbophyllum scaphiforme là một loài phong lan thuộc chi Bulbophyllum.